# Gene Clapp
Eugene "Gene" Howard Clapp, III (født 19. november 1949 i Brookline, Massachusetts, USA) er en amerikansk tidligere roer.
Clapp var med i USA's otter, der vandt sølv ved OL 1972 i München. Amerikanerne blev i finalen kun besejret af guldvinderne fra New Zealand, mens bronzemedaljen gik til Østtyskland. Den øvrige besætning i amerikanernes båd var Lawrence Terry, Franklin Hobbs, Tim Mickelson, Pete Raymond, Bill Hobbs, Cleve Livingston, Mike Livingston og styrmand Paul Hoffman. Det var Clapps eneste OL-deltagelse.

## OL-medaljer
- 1972:  Sølv i otter